# Luleå (stad)

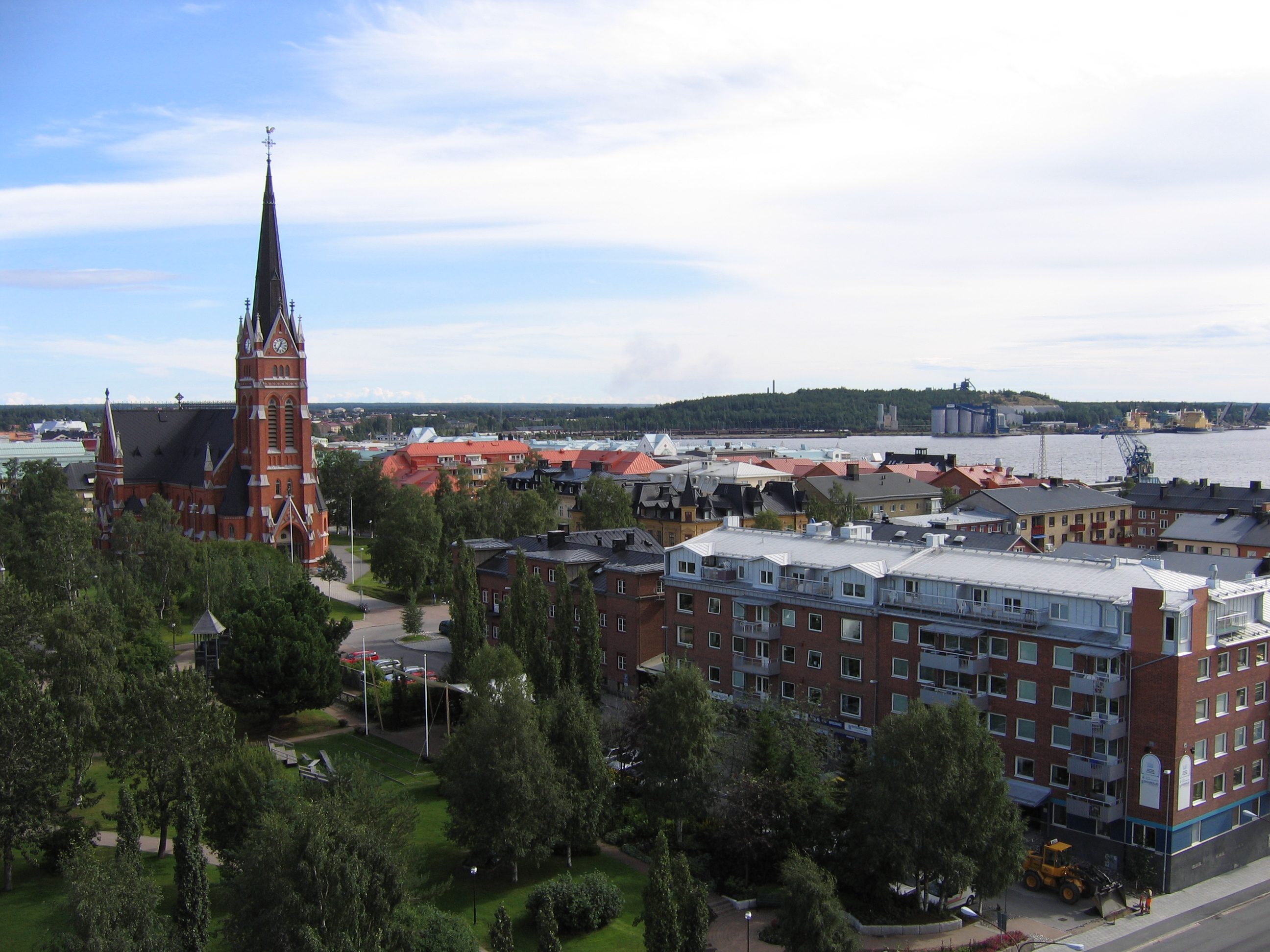
Het herbouwde centrum van Luleå en de dom.

Luleå (Fins: Luulaja; Samisch: Luleju; Lule-Samisch: Julevu; uitspraak [ˈlʉːleoː]) is een Zweedse stad gelegen in de provincie Norrbottens län en in het Zweedse landschap Norrbotten. Luleå, in de volksmond ook wel Lule genoemd, is veruit de grootste stad binnen de provincie met ongeveer 45.000 inwoners; de gemeente heeft 75.000 inwoners. De volgende steden qua inwonersaantal, Kiruna en Boden komen niet boven de 20.000 inwoners uit. Luleå vormt het bestuurscentrum van provincie, landschap en gemeente maar heeft bijvoorbeeld ook de regie over de spoorwegen in Noord-Zweden. De stad beschikt verder over een technische universiteit.

## Ligging en haven
De stad ligt op de plaats waar de rivier Lule (Luleälv) in de Botnische Golf stroomt. Het is een belangrijke haven, jaarlijks wordt er meer dan acht miljoen ton aan goederen overgeslagen zoals ijzererts, staal en hout. IJzererts wordt door LKAB in Kiruna en Gällivare uit de grond gehaald en vervolgens naar Narvik en Luleå vervoerd. Op Svartö staat een staalfabriek van SSAB. De haven is in de loop van de tijd steeds verplaatst. Het noordelijke gebied rondom de Botnische Golf stijgt namelijk ruim een halve meter per eeuw ten opzichte van de zee, door de postglaciale opheffing, waardoor havens steeds ondieper worden. De Botnische Golf is van januari tot mei dichtgevroren, maar ijsbrekers zorgen ervoor dat de schepen in deze maanden de haven toch kunnen bereiken. De haven ontvangt zo'n 600 schepen per jaar.

## Geschiedenis
De plaats is als havenstad al bekend vanaf de 13e eeuw. De stad werd officieel gesticht onder Gustaaf II Adolf van Zweden in 1621, niet op de huidige plaats, maar op de plaats waar nu Gammelstad (oude stad) ligt. Maar door de al eerder aangehaalde verhoging van het gebied was men genoodzaakt het centrum al in 1649 te verhuizen naar de huidige plaats.
De plaats kreeg pas echte betekenis toen men eind 18e eeuw ijzererts vond in de gebieden rond Kiruna en Malmberget. De haven van Luleå was de enige mogelijkheid om het te exporteren. Voor de toeleverende diensten werd de wijk Bergviken gebouwd.
Men kreeg tegenslag te verwerken toen een deel van de stad in 1887 afbrandde: het grootste deel van de stad bestond uit houten huizen. Belangrijke gebouwen, zoals de kerk, werden herbouwd. Vanwege het alsmaar toenemende ertstransport en andere benodigde verbindingen kreeg de stad in 1907 haar eerste spoorverbinding. Luleå is nog steeds het centrale punt van de spoorwegen in Noord-Zweden.

## Klimaat
Luleå heeft een subarctisch klimaat (Klimaatclassificatie van Köppen: Dfc) met korte zomers en lange, koude winters met veel sneeuwval. Door de warme Golfstroom kent de stad toch relatief warmer weer dan plaatsen op dezelfde breedtegraad in Canada, Alaska en Rusland. In de zomer zijn dagen met een hoogste temperatuur van 30°Celsius niet ongewoon. Door de ligging dicht bij de Poolcirkel is de duur van het daglicht in de winter extreem kort, maar in de zomer juist heel lang.

## Verkeer

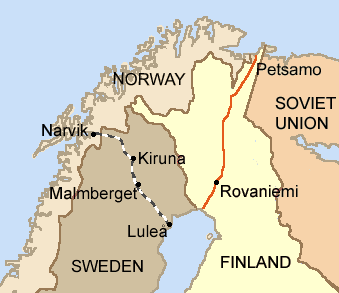
De ertsspoorlijn (gestippeld) tussen Luleå en Narvik

Luleå is tevens een verkeersknooppunt. De stad ligt aan het eind/begin van de Europese weg 10; de Europese weg 4 loopt noord-zuid door de stad. Ook de Riksväg 97 naar Jokkmokk in het binnenland begint / eindigt hier, net als de Riksväg 94. Daarnaast heeft het de Ertsspoorlijn voor goederen en personen naar Kiruna – Narvik en de Haparandalijn naar het oosten en Finland; deze laatste wordt tot 2016 aangepast voor zwaarder vervoer. Luleå Airport ten zuiden van de stad (ook wel Kallax Airport) heeft per jaar meer dan 900.000 reizigers.

## Geboren
- Olle Bexell (1909-2003), atleet
- Erik Lindegren (1910-1968), schrijver, librettist, lid Zweedse Academie en Nobel-comité
- Sonja Edström (1930-2020), langlaufster
- Ingvar Wixell (1931-2011), zanger, operazanger
- Gunnar Wiklund (1935-1989), schlagerzanger
- Maud Adams (1945), actrice
- Britt Wikstrom (1948), Nederlands Zweeds beeldhouwster
- Hans Backe (1952), voetballer en voetbalcoach
- Annelie Nilsson (1971), voetbalster

## Wetenswaardigheden
- Luleå is de grootste overslaghaven van Zweden.
- Luleå heeft de oudste Technische Universiteit van Zweden.
- Facebook heeft een datacentrum in Luleå.

Bestuurscentrum: Luleå (Tätort)
Tätort: Alvik · Antnäs · Bälinge · Bensbyn · Bergnäset · Brändön · Ersnäs · Gammelstad · Jämtön · Kallax · Karlsvik · Klöverträsk · Måttsund · Persön · Råneå · Rutvik · Södra Sunderbyn
Småort: Ale · Ängesbyn · Avan · Björknäs en Harrviken · Björsbyn · Böle · Börjelslandet · Brännan · Bränslan · Fällträsk · Gäddvik · Hagaviken · Midbyn · Mörön · Niemisel · Norra Gäddvik · Örarna · Reveln · Smedsbyn · Södra Prästholm · Sundom · Vitå
Overig: Alhamn · Skäret · Niemiholm